# 丁半
丁半（ちょうはん）とはサイコロを使った賭博である。丁半博打ともいう。

## 概要
丁半では、偶数を丁（ちょう）、奇数を半（はん）と呼ぶ。茶碗ほどの大きさの笊（ざる）であるツボ（ツボ皿）に入れて振られた二つのサイコロ（サイ）の出目の和が、丁（偶数）か、半（奇数）かを客が予想して賭ける。
また、小規模な賭場を鉄火場、大勝負を賭博と呼んで区別した。
盆茣蓙（ぼんござ、盆蓙とも）と呼ばれる、綿布団の四隅に鋲を差して固定した盆台（ぼんだい）の上に幅二尺（約60cm）長さ二間（約3.6m）の金巾などで作った盆布（ぼんきれ）を置き、その周囲に審判員兼進行係の中盆（なかぼん）、中盆に従ってサイコロを振るツボ振リ、あとは客が座り、後述のルールに沿って賭博の進行を行った。
客は勝負の前に、賭け金として使う現金を博徒が用意したコマ札に替え、盆布の中盆側を丁、逆側を半としてコマ札を置いて賭ける。コマ札の材質は木、竹、紙などさまざまで、後にはコマ札に替えず、そのまま現金が用いられた。
勝負の手順は次の通り。
1. 中盆の指示に従い、ツボ振りがツボに2つのサイコロを入れ、盆茣蓙の上に伏せる。
2. 客は出目を予想してコマを賭ける。
3. 中盆は賭けの募集を締め切るとツボ振りに笊を開けさせ、勝負を判定する。
4. 負けた分のコマを勝った方に渡す。

### 歴史
江戸時代中期から後期にかけて博徒が賭場に客を集めて行う形式が整った。

### 進行
勝負の準備
勝負が始まる前に、客が各々サイを振り、さらに盆茣蓙の縦中央にいるツボ振りが縁起のいい目が2回出るまで出目を整えた。出目が整ったら盆茣蓙の横中央にいる中盆がツボ振りに勝負開始の合図を出す。
勝負
中盆（出方）「ハイ、ツボ」
（助出方）｢ハイ、ツボをかぶります｣。
ツボ振りはツボにサイを入れて、右手でこれを盆茣蓙の上に伏せると直ぐに左手の指の股を大きく開いて手の平を客に見せる。ツボは伏せたまま手前と向こう側に押し引き三回繰り返す。
中盆「ドッチモ、ドッチモ」
賭けの募集をはじめた中盆は丁方（ちょうかた）と半方（はんかた）にコマが揃うか見て、足りない場合はコマを揃えさせる。賭け方としては、盆布の中央に仮想線を引き、ツボ振りの手前に置けば丁方に、向こう側に置けば半方に賭けたことになる。客によってはあらかじめ好みの目を買う場合もある。
中盆「丁方（半方）ナイカ、ナイカ。ナイカ丁方（半方）」
中盆は丁方と半方にコマが揃うと募集を締め切る。
中盆「コマがそろいました」
ツボ振りは右手をツボにおいたまま左手の指の股を大きく開いて手の平は客が見やすいツボの横に伏せる。
中盆「勝負」
ツボ振りがツボを開く。サイの目を確認した中盆は勝った方に負けた方のコマを渡す。
※稀にコマがそろわない（一方のみに多数が張られる）場合、賭場が進まないため、中盆が貸元に確認のうえ、ツボ振りにツボを開く指示を行う。
　この場合の　勝ち分・負け分　は貸元が負う。
判定
判定は出目に従い、中盆が行う。この際、出目が全て役（勝負における上りの形）となるとは限らない（テラにおけるブタを参照）。

### 出目
2つのサイコロを区別して転がして目が出たとき「全体の」場合の数は36。「出た目の和が偶数の」場合の数、「出た目の和が奇数の」場合の数は、それぞれ18。丁（偶数）または半（奇数）の確率は1/2である。
丁半は2つのサイコロを区別せずに転がし、出た目の和を求める。このため、たとえば(1,2)と(2,1)は同じ「イチニ（ワンツー）の半」として区別されない。(2,1)は2つのサイコロを転がした場合に起こり得る出来事、事象だが、出目（出目の呼称）としては(1,2)と同様に扱われる。したがって、丁半で出目として扱われるのは21通りである。これを「9半12丁」と呼ぶ。
(2,5)および(5,2)は「グニ（五二）の半」または「ビリ」と呼ぶ。出目の数え方では(1,1)、(2,2)、 (3,3)、 (4,4)、 (5,5)、 (6,6)はゾロ目と呼ぶ。(1,1)は「ピンゾロの丁」と呼ぶ。(4,4)、 (5,5)、 (6,6)は、それぞれ「カントオシ」、「ニトオシ」、「ピントオシ」と呼ぶ。出目と出目の呼称の一例をまとめると以下の通り。
|             | 出目の呼称   | 出目         |
| ----------- | ------------ | ------------ |
| 丁 （偶数） | ピンゾロの丁 | (1,1)        |
| 丁 （偶数） | サンミチの丁 | (1,3)、(3,1) |
| 丁 （偶数） | グイチの丁   | (1,5)、(5,1) |
| 丁 （偶数） | ニゾロの丁   | (2,2)        |
| 丁 （偶数） | シニの丁     | (2,4)、(4,2) |
| 丁 （偶数） | ニロクの丁   | (2,6)、(6,2) |
| 丁 （偶数） | サンゾロの丁 | (3,3)        |
| 丁 （偶数） | グサンの丁   | (3,5)、(5,3) |
| 丁 （偶数） | シゾロの丁   | (4,4)        |
| 丁 （偶数） | シロクの丁   | (4,6)、(6,4) |
| 丁 （偶数） | ゴゾロの丁   | (5,5)        |
| 丁 （偶数） | ロクゾロの丁 | (6,6)        |
| 半 （奇数） | イチニの半   | (1,2)、(2,1) |
| 半 （奇数） | ヨイチの半   | (1,4)、(4,1) |
| 半 （奇数） | イチロクの半 | (1,6)、(6,1) |
| 半 （奇数） | サニの半     | (2,3)、(3,2) |
| 半 （奇数） | グニの半     | (2,5)、(5,2) |
| 半 （奇数） | シソウの半   | (3,4)、(4,3) |
| 半 （奇数） | サブロクの半 | (3,6)、(6,3) |
| 半 （奇数） | グシの半     | (4,5)、(5,4) |
| 半 （奇数） | ゴロクの半   | (5,6)、(6,5) |

| 出目 | 1                  | 2                             | 3                  | 4                | 5                | 6                  |
| ---- | ------------------ | ----------------------------- | ------------------ | ---------------- | ---------------- | ------------------ |
| 1    | (1,1) ピンゾロの丁 | (1,2) イチニの半 ワンツーの半 | (1,3) サンミチの丁 | (1,4) ヨイチの半 | (1,5) グイチの丁 | (1,6) イチロクの半 |
| 2    | (2,1) イチニの半   | (2,2) ニゾロの丁              | (2,3) サニの半     | (2,4) シノニの丁 | (2,5) グニの半   | (2,6) ニロクの丁   |
| 3    | (3,1) サンミチの丁 | (3,2) サニの半                | (3,3) サンゾロの丁 | (3,4) シソウの半 | (3,5) ゴサンの丁 | (3,6) サブロクの半 |
| 4    | (4,1) ヨイチの半   | (4,2) シノニの丁              | (4,3) シソウの半   | (4,4) シゾロの丁 | (4,5) グシの半   | (4,6) シロクの丁   |
| 5    | (5,1) グイチの丁   | (5,2) グニの半                | (5,3) ゴサンの丁   | (5,4) グシの半   | (5,5) ゴゾロの丁 | (5.6) ゴロクの半   |
| 6    | (6,1) イチロクの半 | (6,2) ニロクの丁              | (6,3) サブロクの半 | (6,4) シロクの丁 | (6,5) ゴロクの半 | (6,6) ロクゾロの丁 |

### テラ
勝負ごとに5分のテラ銭をハコにいれる。これが親分の収入である「五分寺（ゴブデラ）」や「番寺五分（バンテラゴブ）」と呼ばれるものである。「ビリ」と呼ばれる足して7になる目(1,6)(2,5)(3,4)、ゾロ目が出た場合には、1割のテラ銭をハチに入れる。これが子分の収入となる。特定の出目を役にしない、即ちブタのハンヅケは地域や美意識により採用するかしないかが分かれる。これを広く関東では採用せず、関西では(1,1)と(1,6)の出目の場合には、どちらも役とせず、胴元の総取りとなるケースが一般的であった。

## その他
- 盆茣蓙は、後には「盆布」と呼ばれる白いシーツとなった。
- 博徒が開帳する賭博では、花札を使用するアトサキ（バッタ撒き/ジャンガー）が主流となるまで、代表的な存在とされた。
- 博徒は階梯的徒弟制度に組み込まれており、下の地位から、三下（さんした）、出方（でかた）、代貸（だいがし）、貸元（かしもと）の順に序列付けられた。鉄火場の責任者である貸元は盆茣蓙まわりでは中盆の左隣に座るが、実務を担当するのは中盆とツボ振りである。 暴力団構成員の最下級の若者を「三下ヤクザ」と蔑称するのはここから来ている。
- ピンは1を意味し、ポルトガル語で「小さな点」を意味するpintaに由来する。
- 賭博の開帳を「盆を敷く」と言い習わすが、これは丁半が鉄火場（賭博場、敷）に敷かれた盆茣蓙の上で行われたことに由来する。
- 慣用句に、うまくいくかどうか分からず、出たとこ勝負でやってみることを「一か八か」（いちかばちか）と言うが、この「一」と「八」は、それぞれ「丁」と「半」の上の部分を取って作られたという強引で誤った説があるが、「一か八か」と言うのは、元来は「一か、八か、釈迦十か」というカルタ賭博のカブ競技を語源としている。（『数字の言葉・ことわざものしり辞典』，『日本国語大辞典』に「カルタから出た語」とある。）